# Bandalos Chinos
Bandalos Chinos es una banda argentina de indie pop nacida en 2009 en la ciudad de Beccar. Está integrada por Gregorio Degano (voz), Salvador Colombo (sintetizadores), Tomás Verduga (guitarra y coros), Matías Verduga (batería y percusión), Iñaki Colombo (guitarras y sintetizadores) y Nicolás Rodríguez del Pozo (bajo).

## Historia

### Inicios y disco debut (2009-2013)
Iñaki Colombo y Gregorio "Goyo" Degano se conocieron en el colegio en San Fernando y tocan juntos desde los catorce años. Cuando terminaron el secundario en 2009, armaron Bandalos Chinos en la ciudad de Beccar, en la zona norte del Gran Buenos Aires. Su primer disco fue editado en 2012 y llevó el nombre de la banda, siendo presentado en el Auditorium San Isidro el 26 de octubre de ese mismo año. Aunque según declaraciones de la banda, es un disco que sienten que no los representa, la banda contaba con una formación diferente; solo está disponible en Bandcamp y en formato físico.

### Nunca estuve acáyEn el aire(2014-2016)
Posterior al lanzamiento de su álbum debut, lanzan Nunca estuve acá el 24 de diciembre de 2014, un EP con seis temas que varían entre el electropop y el synthpop, sumandose acá "Lobo" como bajista de la banda. El 22 de diciembre de 2016 editan En el aire, EP del cual se destaca la canción «Isla» (posteriormente lanzarían una versión remix de la canción a cargo de Pyura), siguiendo la misma línea que el trabajo anterior. Posteriormente participan de la edición argentina del Lollapalooza 2017, siendo su primera participación en el festival. 

### BACH(2018-2019)
Su segundo disco, titulado BACH, fue publicado el 3 de agosto de 2018, grabado en los estudios Sonic Ranch de Estados Unidos con la producción de Adán Jodorowsky, Jack Lahana y de la propia banda. El disco terminó siendo no solo el más exitoso de la banda, y la escena del indie argentino, esto hace que recorran toda la Argentina, y viajen a México tres veces en menos de un año (incluida su participación en el Vive Latino 2019). Se desprenden clásicos como «Vámonos de viaje», «Demasiado», «El club de la montaña», «Tu órbita», entre otros. 
El 4 de agosto de 2019, publican el sencillo «Departamento» en colaboración con Adán Jodorowsky, teniendo un gran éxito al igual que los sencillos anteriores.

### Paranoia Pop(2020-2021)
Su tercer disco, Paranoia Pop, es lanzado el 9 de octubre de 2020, con la participación de artistas invitados como LOUTA, Tei Shi y David Aguilar. Como su antecesor, fue grabado en el estudio Sonic Ranch y contó con la producción de Adan Jodorowsky y la mezcla de Jack Lahana. A partir de este punto, a los shows en vivo se les sumó la percusión en vivo del músico y productor Maxi Sayes. Se desprenden temas como «Sin señal» o «Paranoia pop» a dúo con LOUTA.
La presentación del disco fue el 29 de octubre de 2020 con un musical por streaming en el Movistar Arena, comenzando así el Paranoia Tour. En 2021, realizan una gira extensa recorriendo todo México en los meses de agosto y septiembre, lanzando dos nuevos sencillos, finalizando el año el 11 de diciembre con un show en el Hipódromo de Palermo ante 5000 personas, siendo el show más multitudinario de su carrera y culminando el Paranoia Tour el 1 de mayo de 2022 en el festival Quilmes Rock.

### El Big Blue(2022-2024)
Su cuarto disco, El Big Blue, fue publicado el 6 de mayo de 2022, nuevamente con la participación de artistas invitados como Tei Shi y David Aguilar, grabado en el estudio Sonic Ranch en abril de 2021 y con la producción a cargo de Adan Jodorowsky. Fue compuesto exclusivamente en pandemia. Se desprenden sencillos como «Mi fiesta», «Una propuesta», «Cállame» (con un videoclip caracterizado de apertura de novela mexicana), «La final», etc.
Durante todo 2022, tienen programada una gira bajo el nombre de Big Blue Tour por toda España (incluida su participación en el Primavera Sound), Latinoamérica (debutando en la mayoría de países) y Argentina. La presentación oficial del disco será el 22 de octubre en el Estadio Luna Park.

### Vandalos(2025-presente)
El día jueves 30 de enero del 2025 anunciaron en su instagram que su quinto disco se llamaría Vandalos y sería lanzado el 1° de abril de ese año. 
En 2025 además fueron reconocidos con el Diploma al Mérito de los Premios Konex por su trayectoria como grupo alternativo en la última década en Argentina.

## Influencias
La banda reconoce entre sus influencias a Luis Alberto Spinetta y Tame Impala. La prensa también los ha comparado con Phoenix, Virus, Suéter y ABBA.

## Discografía

### Álbumes
- Bandalos Chinos (2012)
- BACH (2018)
- Paranoia Pop (2020)
- Feliz Navibach (2020) (rarezas, demos, en vivo, etc.)
- El Big Blue (2022)
- Feliz Navibach, volumen II (2022) (rarezas, demos, en vivo, etc.)
- Vándalos (2025)

### EP
- Nunca estuve acá (2014)
- En el aire (2016)

### Singles
- "Vámonos de viaje" (2018)
- "Demasiado" (2018)
- "Tu órbita" (2019)
- "Departamento" (2019)
- "Mi manera de ser" / "AYNMG" (2020)
- "Sin señal" (2020)
- "El ídolo" (2020)
- "Mi fiesta" (2021)
- "Una propuesta" (2021)
- "Me estoy enamorando" (2023)
- "El ritmo" (2025)
- "Comando juntar" (2025)
- "Revelación II" (2025)

## Miembros
- Gregorio "Goyo" Degano - voz (2009-presente) y sintetizadores (2009-2017)
- Salvador Colombo - sintetizadores (2011-presente)
- Tomás Verduga - guitarra y coros (2009-presente)
- Matías Verduga - batería y percusión (2009-presente)
- Iñaki Colombo - guitarras y sintetizadores (2009-presente)
- Nicolás Rodríguez del Pozo - bajo (2009-presente)